# 20AF busz (Sopron)
A soproni 20AF jelzésű autóbusz Ipar körút 19. és Fraknói utca, Szent István templom végállomások között közlekedett.

## Története
A járat a 2008. április 14-től érvénybe lépett menetrend módosítással megszűnt, miután a 4-es busz végállomását a Fraknói utcából az Ipar körútra helyezték át, így ennek a viszonylatnak a továbbiakban nincs létjogosultsága. Azonos időpontban és okból szűntek meg a 20A és 20F jelzésű buszok is, amelyek szintén a Szent István templomig jártak.
 A járat az Ipar körútra 20M jelzéssel érkezett meg, a Fraknói utcából pedig 4-es jelzéssel indult tovább.

## Útvonal
| Ipar körút 19. → Fraknói utca, Szent István templom                                                                                             |
| --- |
| Ipar körút 19. végállomás – Ipar körút – Győri út – Kőszegi út – Semmelweis utca – Fraknói utca – Fraknói utca, Szent István templom végállomás |

## Megállóhelyek
| Távolság (km) | Idő (perc) | Megállóhely neve                      | Átszállási lehetőségek a 2008.04.13.-ig érvényes menetrend szerint | Nevezetességek / Helyek / Intézmények / Megjegyzések                                                                                   |
| ------------- | ---------- | ------------------------------------- | ------------------------------------------------------------------ | --- |
| 0             | 0          | Ipar körút 19.                        | 5, 5A, 20M                                                         | Vám- és Pénzügyőri Hivatal Soproni Szolgálati Hely                                                                                     |
| 0,5           | 1          | Ipar körút, TESCO áruház              | 5, 5A, 5T, 20, 20F, 20M, 22                                        | AlphApark bevásárlóudvar Family Center bevásárlóudvar TESCO áruház Aldi áruház OBI áruház Mömax áruház Burger King étterem KFC étterem |
| 0,9           | 2          | Győri út, postaüzemek                 | 5, 5A, 5T, 20, 20F, 20M, 22                                        | AlphApark bevásárlóudvar Family Center bevásárlóudvar TESCO áruház Aldi áruház OBI áruház Mömax áruház Burger King étterem KFC étterem |
| 1,4           | 3          | Győri út, Agip benzinkút              | 5, 5A, 5T, 20, 20F, 20M, 22                                        | Lidl áruház |
| 2,0           | 5          | Csengery utca, OMV benzinkút (kórház) | 5, 5A, 5T, 7, 7A, 11, 11A, 11M, 17, 20, 20A, 20F, 20K, 20M, 22     | Soproni Erzsébet Oktató Kórház és Rehabilitációs Intézet Posta                                                                         |
| 2,2           | 6          | Kőszegi út 1.                         | 5, 5A, 5T, 7, 7A, 11, 11A, 11M, 17, 20, 20A, 20F, 20K, 20M, 22     | Soproni Erzsébet Oktató Kórház és Rehabilitációs Intézet Posta                                                                         |
| 2,5           | 7          | Fraknói utca, Szent István templom    | 4, 6, 7, 7A, 11M, 13, 13B, 14, 14MP, 14P, 15, 15A                  | Szent István park Soproni Szent István Plébánia                                                                                        |